# Hércules (futebolista)
Hércules Pereira do Nascimento (Jaicós, 20 de outubro de 2000) é um futebolista profissional brasileiro que atua como volante. Atualmente joga pelo Fluminense.

## Carreira
Nascido no Piauí, Hércules iniciou sua carreira no São Bernardo em 2016, permanecendo oito meses no clube antes de optar por retornar à sua cidade natal. Em 2019, Hércules jogou pela equipe sub-20 do Tiradentes-CE antes de fazer sua estreia como titular em 1º de junho de 2019, na derrota fora de casa por 2 a 1 para o Crato, pela segunda divisão do Campeonato Cearense. Mais tarde naquele ano, ele se juntou ao Atlético Cearense e retornou às categorias de base.
Hércules foi emprestado ao Crato em outubro de 2020, ajudando o clube a subir de divisão. Ao retornar ao Atlético Cearense, tornou-se titular, impressionando durante o Cearense de 2021.

### Fortaleza
Em 28 de maio de 2021, Hércules assinou com o Fortaleza por empréstimo até o final do ano, sendo inicialmente designado ao elenco sub-23. Em dezembro, o clube pagou R$ 200 mil por 50% dos seus direitos econômicos, e ele acertou um contrato definitivo até dezembro de 2024.
Hércules fez sua estreia pelo profissional do Fortaleza em 24 de fevereiro de 2022, entrando como substituto de Juninho Capixaba na vitória em casa por 1 a 0 sobre o Pacajus. Ele marcou seu primeiro gol profissional em 3 de março, o quinto de seu time na goleada por 5 a 0 sobre o mesmo adversário.
Hércules fez sua estreia na Série A em 10 de abril de 2022, substituindo Matheus Jussa na derrota em casa por 1 a 0 para o Cuiabá.

### Fluminense
Em 20 de dezembro de 2024, o Fluminense anunciou a compra do volante Hércules junto ao Fortaleza. A equipe cearense vendeu 70% dos direitos econômicos do jogador ao tricolor por cerca de 29 milhões de reais.
No dia 18 de maio de 2025, marcou seu primeiro gol com a camisa do Fluminense no empate com o Juventude por 1 a 1, no Alfredo Jaconi. O jogador, que não vinha tendo boas atuações pelo tricolor, fez uma boa partida e foi elogiado tanto pela torcida quanto pela imprensa esportiva, que o considerou o melhor em campo.
Hércules foi um dos destaques do Fluminense na Copa do Mundo de Clubes da FIFA, atuando como titular na maioria das partidas ao lado de Martinelli e Nonato, formando uma trinca de volantes. O jogador marcou dois gols decisivos, contribuindo para as vitórias contra Inter de Milão e Al-Hilal e sendo um dos pilares da classificação do tricolor para as semifinais do torneio.

## Títulos
Fortaleza
- Copa do Nordeste: 2022, 2024
- Campeonato Cearense: 2022, 2023

### Individuais
- Melhor jogador da partida do Mundial de Clubes FIFA de 2025 em:
  - Fluminense 2 x 1 Al-Hilal